# Gleichenia litoralis
Gleichenia litoralis là một loài dương xỉ trong họ Gleicheniaceae. Loài này được C. Chr. mô tả khoa học đầu tiên.